# Luigi da Porto

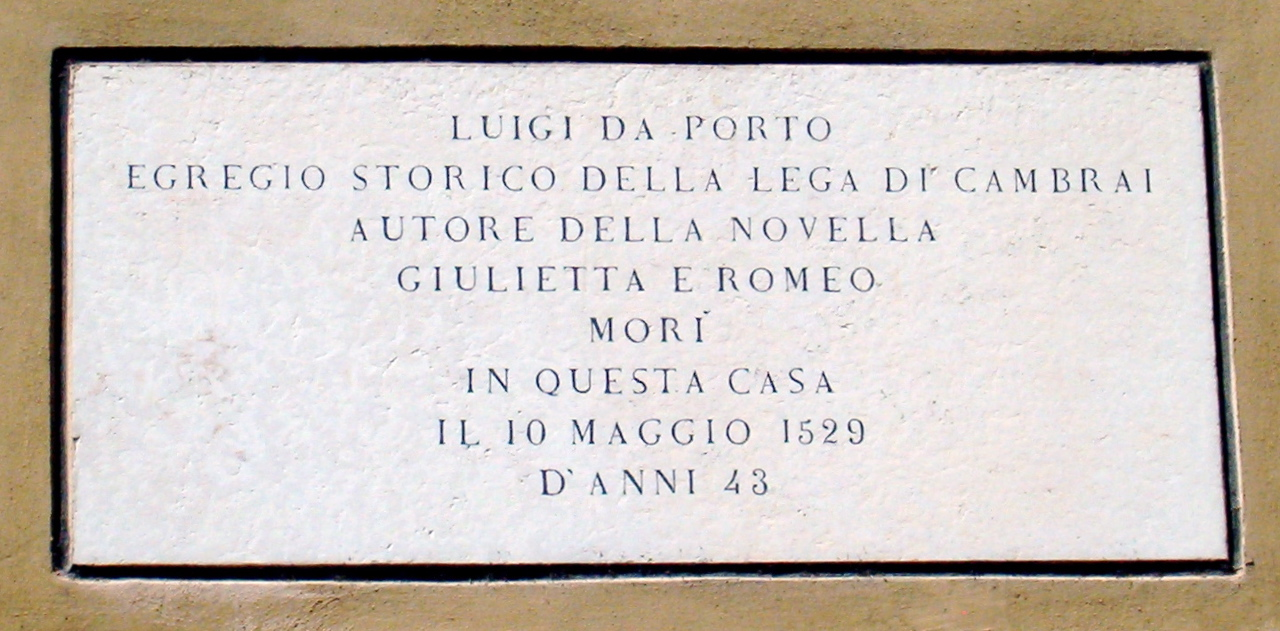
Contrà Porti, Vicenza: lápide comemorativa na casa onde Luigi morreu.

Luigi Da Porto (Vicenza, 10 de agosto de 1485 - 10 de maio de 1529) foi um escritor e historiador italiano, mais conhecido como o autor da novela que continha a história de Romeu e Julieta, mais tarde aproveitada por William Shakespeare em sua famosa tragédia, intitulada Romeu e Julieta.
Da Porto escreveu a novela em Montorso Vicentino, perto de Vicenza. O título do livro era Historia novellamente ritrovata di due nobili amanti ("História atualizada de dois nobres amantes"), e foi publicada em meados de 1530. A origem do enredo é muito debatida entre os estudiosos, tendo várias reflexões a textos clássicos, como o Metamorfoses de Ovídio, mas, de fato, acredita-se que Da Porto serviu-se fundamentalmente do conto Mariotto e Giannozza escrito por Masuccio Salernitano. Da Porto é reconhecido como quem introduziu vários elementos no enredo que foram muito aproveitados na peça shakespeariana.
Um desses elementos é a introdução de personagens que não existiam na história, como Mercúrio, Tebaldo, Frei Lourenço e Páris. Da Porto, também, colocou sua história em Verona. Foi ele também quem mudou o nome dos amantes, escolhendo Romeus (depois mudado para Romeo), e Giulietta (conhecida hoje como Juliet).